# Zogoré (département)
Cet article concerne le département et la commune rurale. Pour le village chef-lieu, voir Zogoré.
Zogoré est un département et une commune rurale de la province du Yatenga, situé dans la région du Nord au Burkina Faso.

## Géographie

### Démographie
- En 2006, le département comptait 18 384 habitants[1].

## Administration

### Villages
Le département et la commune rurale de Zogoré est administrativement composé de seize villages, dont le village chef-lieu homonyme (données de population consolidées en 2012, issues du recensement général de 2006) :
- Bôh (1 369 habitants)
- Boulounsi (687 habitants)
- Guessoum (613 habitants)
- Koro (211 habitants)
- Lilkana (872 habitants)
- Nango-Foulcé (1 583 habitants)
- Nango-Yarcé (2 163 habitants)
- Ninga (1 456 habitants)
- Piga-Songdin (589 habitants)
- Rambouli (186 habitants)
- Réga (1 805 habitants)
- Téonsgo (605 habitants)
- Torobo (240 habitants)
- Touri (296 habitants)
- Viré-Songdin (725 habitants)
- Zogoré (4 884 habitants), chef-lieu

### Jumelages et accords de coopération
Le village de Zogoré, puis le département et la commune rurale, sont jumelés depuis 1987 avec la commune de Linselles dans le département du Nord en France.